# かみデレ
『かみデレ』は、2012年9月28日にきゃんでぃそふとから発売された18禁恋愛アドベンチャーゲームである。コンシューマーゲームへの移植はないが、全年齢向けのソーシャルゲームとしてGREE、Mobage、Yahoo!モバゲー、スマホ用トラゲーといったサイトで配信されている。18禁のソーシャルゲームもR-18版WAKU+、FC2ゲームといったサイトで配信されている。

## 概要
七福神の資質を持つ主人公とヒロイン達の日常生活や、神としての仕事などを描くドタバタラブコメディである。
きゃんでぃそふとのブランド設立15周年の節目として、ブランド過去作品で評価を受けた点を再検討し、「付き合ってからのイチャラブを多く」「前向きで明るい内容」などの要素を柱として企画・制作された。また、性にもおおらかで、神通力を使ったハチャメチャな展開もできることから、日本の神様（七福神）が題材となった。

## あらすじ
徳永真弥は平凡な学園生だったが、ある夜に女神達に囲まれる不思議な夢を見る。翌日、夢で見た女神の1人・紗良／弁才天が誘拐されそうになった所を、不意に覚醒した布袋の力で助けるが、紗良をかばって事故死してしまう。布袋として復活した真弥は、学園長／天照大御神や他の七福神達から詳しい話を聞き、七福神の一柱として人々を助ける務めを果たすことになったが…。

## 登場人物
※以下の各キャラクター名の表記は、人間名／神様名。

### 主人公
徳永 真弥（とくなが しんや）／布袋
身長166cm、誕生日5月6日、血液型A型
本作の主人公。虹浮（にじうき）学園2年A組。両親が長期海外旅行へ出かけてしまったため、妹分の星乃、世話役の美穂と3人暮らし。学園生活のかたわら、家業の弁徳（べんとく）神社の管理をしている（一応小遣いをもらっている）。背が低いことがコンプレックスで、欲望は人一倍。趣味は将棋で、よく詰め将棋の本を読んでいる。
【神様時】夫婦円満・財宝賦与を司る布袋。袋を使って空気を操り、空中を飛行したり、空気砲を飛ばすことができる。誘拐されそうになった紗良／弁才天を助ける時に突然能力が覚醒したが、その時の事故で肉体は死んでしまった。布袋として命は復活し、とりあえず生活できているが、人々の信心によって神力を得ないと存在が消滅してしまう危険性がある。布袋の能力のせいか、ヒロイン達とエッチなトラブルをよく起こしてしまう。

### ヒロイン（七福神）
生まれながらに神としての資質が宿っており、5人とも最近になって能力が覚醒した。最後に真弥／布袋が覚醒して七福神が揃い、お互いの影響で神力が急激に成長中。心に届く救いを求める声に応え、人助けを行い功徳を積むのが務めで、その結果得られる人々の信心が神にとっての栄養となる。神通力を使う時は神の姿に変身し、「人払いをして自分達の姿を見られないようにする」「見た人の記憶を消す」などができる。また、七福神の誰か一人が神通力「七福招来」を使うと、全員を宝船上に瞬時に呼び寄せることができる。
姫路 紗良（ひめじ さら）／弁才天
声 - 桃井いちご
身長165cm、B88/W59/H87、誕生日4月4日、血液型AB型
学園2年A組。名家・姫路家のお嬢様で、超名門女子校・妙音（みょうおん）女学院から、真弥と同じクラスに転入してきた。高飛車・高慢で素直になれない性格で、なかなか周囲に打ち解けずに浮いている。真弥ともよく衝突して、出会った時の経緯から「サル」呼ばわりしている。世間知らずの箱入り娘で、街の店や庶民の生活などに興味を持っているが、なかなか素直に表に出せない。
【神様時】恋愛・芸事を司る弁才天として覚醒し、陽子の手配で虹浮学園へ転入した。人々の恋の願いを聞いたり、心を癒す歌を奏でる。よくエッチなトラブルを起こす真弥には、電撃を食らわせている。
大黒 美穂（おおぐろ みほ）／大黒天
声 - 御苑生メイ
身長162cm、B92/W59/H88、誕生日6月1日、血液型A型
学園3年。真弥とは家が近所の幼なじみで、ずっと姉のように面倒を見てきた。現在は母親の勧めで、両親が留守の徳永家に同居し、家事を一手に引き受けている。料理上手で世話好きだが、内気で人付き合いは苦手。以前から真弥に想いを寄せているが、言い出せずにいる。
【神様時】五穀豊穣の神・大黒天。時間を操作する力を持ち、よく沙良から電撃を食らう真弥を打ち出の小槌で治している（治癒にかかる時間を早めている）。「因幡の白兎」であるウサギのゆきを飼っている。
上杉 知早（うえすぎ ちはや）／毘沙門天
声 - 手塚りょうこ
身長159cm、B85/W57/H84、誕生日1月11日、血液型A型
学園3年B組で、才色兼備な「鋼の生徒会長」。生真面目で口うるさく、感覚が若干ズレているので、一部の層には人気だが煙たがる生徒も多い。恋愛方面には純情・潔癖で男嫌い。よくエッチなトラブルを起こす真弥にはその度にきつく当たっている。シュリーにはさんざんくっつかれているが、帰国子女のスキンシップの一部と誤解してその本心に気付いていない。
【神様時】毘沙門天として開運厄除・大願成就、法と秩序を司る。いざという時には武器の槍「毘沙門槍知早丸」（本人が命名）で攻撃を仕掛ける。七福神の中でも真面目なリーダー役で、陽子／天照大御神のことを一番尊敬している。
深水 いさな（ふかみ いさな）／恵比寿
声 - 秋野花
身長155cm、B84/W56/H83、誕生日5月10日、血液型O型
学園1年A組。水泳部に所属する大食らいな元気少女。明るく素直で、真弥を「あにき」と呼んで懐いており、所構わず抱きついたりする。空気を読まずに直球ストレートで物を言ってしまうことが多いが、時に深い洞察力を見せることもある。家は魚屋。
【神様時】商売繁昌・大漁の神の恵比寿。釣り竿「イサナフィッシャー」（本人命名）を使った救助や失せ物探しをしている。ただし、目に見えているものか、彼女が実物や場所をイメージできているものでないと釣り上げられない。
徳永 星乃（とくなが ほしの）／福禄寿・寿老人
声 - 東かりん
身長151cm、B75/W56/H82、誕生日8月20日、血液型O型
学園1年A組。真弥の遠い親戚で、神職の家族が田舎へ引っ込むことになったため、幼少時に徳永家に引き取られた。見た目やしゃべり方はイマドキ風だが、意外に真弥やヒロイン達を気遣う面もある。昔はいつも真弥の後をくっついてくる気弱な子だったが、今は口が悪くツンツンしている。
【神様時】長寿を司る福禄寿・寿老人の二柱が同居している。予知夢などの予知能力を持つが、地味な能力がコンプレックスで、神としての務めにも今一つ納得していない。

### サブヒロイン（その他の神様）
玉原 陽子（たまはら ようこ）／天照大御神
声 - かわしまりの
身長160cm、B88/W59/H86、誕生日3月31日、血液型O型
若くてやり手の名物学園長。「学園長」と肩書きで呼ばれるより「玉原先生」「陽子先生」と名前で呼ばれる方を好む。いつも落ち着いた物腰だが、笑顔で凄むと誰も逆らえない。
【神様時】太陽を司り、高天原を治める最高神・天照大御神として大きな力を持つ。七福神達をまとめ、様々な教えや指示、時にプレッシャーを与えている。学園長室は七福神達の集合場所になっており、高天原への出入り口・天の岩戸もある。
宵宮 シュリー（よみや シュリー）／吉祥天
声 - 香澄りょう
身長170cm、B91/W60/H89、誕生日4月11日、血液型O型
学園3年。帰国子女のハーフでパティーの姉。明るく開放的な性格だが、エロネタ全開の女好きで、学園編入時に世話してくれた知早を「ハニー」と呼んで狙っている。水泳部の部長を務めるが、部員のいさなにもちょっかいを出す節操無しで、興奮すると鼻血を出してしまう。
【神様時】幸福や美・富を司る吉祥天。メジャーな七福神がそばにいると自分が人々の信心を得られないため、妹のパティー／黒闇天と共に七福神を敵視している。
宵宮 パティー（よみや パティー）／黒闇天
声 - 早瀬やよい
身長153cm、B83/W57/H85、誕生日12月30日、血液型O型
学園2年でシュリーの妹。黒魔術同好会を主宰している。姉と反対にローテンションで嫌味なセリフをしゃべることが多く、頭脳派の策略家。暴走する姉には、周囲と同様に困り気味。
【神様時】災いと不幸をもたらす黒闇天。水晶球を使って神力をねじ曲げたり、七福神達の行動を追跡・記録している。姉のシュリー／吉祥天と共に何かとトラブルの元になっているので、真弥は2人を嫌っている。
ゆき／因幡の白兎
声 - 桐谷華
体長30cm前後
代々の大黒天に仕える従神「因幡の白兎」で、現在は美穂に飼われており、毎日昼寝ばかりしてグータラと暮らしている。やわらかいお腹を真弥によくもふもふされて悶えている。真弥は覚醒後にゆきと会話ができるようになった。主人である美穂の想いを知っていて、真弥へ橋渡しをしようとあれこれ画策している。

## 主題歌
オープニングテーマ「Baby☆Seven Flight colors」
歌：Larval Stage Planning / 作詞：桐島愛里 / 作曲・編曲：井内舞子
挿入歌「happy≧pain」
歌：姫路紗良（CV：桃井いちご） / 作詞・作曲・編曲：天道紅緒
エンディングテーマ「My Treasure Ship」
歌：NANA / 作詞・作曲・編曲：天道紅緒
※初回限定版特典のオリジナルサウンドトラックに「Baby☆Seven Flight colors」「My Treasure Ship」のフルバージョンが収録されている。

## スタッフ
- 原画・キャラクターデザイン - 綾瀬はづき
- シナリオ - 尾之上咲太
- 音楽 - 一色由比・桜崎みなも
- 企画・ディレクター - マイルドセブンスター